# Vjerski zakon
Vjerski zakon ili vjersko pravo uključuje etičke i moralne kodekse koje propovijedaju vjerske tradicije. Primjeri uključuju kršćansko kanonsko pravo, islamski šerijat, židovsku halahu i hinduističko pravo.
Državna religija (ili ustanovljena Crkva) je vjersko tijelo koje službeno podržava država. Teokracija je oblik vladavine u kojem se Bog ili božanstvo priznaje kao vrhovni građanski vladar.
U teokracijama i nekim vjerskim jurisdikcijama, prigovor savjesti može predstavljati vjerski prekršaj. Nasuprot tome, pravni sustavi su sekularne države ili multikulturalna društva u kojima vlada formalno ne priznaje određenu religiju, ali može ili potisnuti sve vjerske aktivnosti ili iskazivati toleranciju prema vjerskoj raznolikosti.
U okviru kršćanstva postoji nekoliko mogućih definicija vjerskog prava. Jedan je Mojsijev zakon (zakon Starog zavjeta), koji se također naziva Božanski zakon ili biblijski zakon; najpoznatiji primjer su Deset Božjih zapovijedi. Drugi zakon su Isusove upute svojim učenicima u Evanđelju (koje se često naziva Kristov zakon ili Nova zapovijed ili Novi savez, za razliku od Starog saveza). Postoji i Apostolski dekret iz Djela apostolskih (Dj 15), kojeg se još uvijek pridržava Grčka pravoslavna crkva.
Kanonsko pravo je skup zakona i propisa koje je donijela ili usvojila crkvena vlast za upravljanje kršćanskom organizacijom i njezinim članovima. To je unutarnje crkveno pravo koje upravlja Rimokatoličkom Crkvom, pravoslavnim crkvama i Anglikanskom zajednicom crkava. Način na koji se takav crkveni zakon donosi, tumači i povremeno presuđuje uvelike varira među ova tri tijela crkava. U sve tri tradicije, kanon je isprva bio pravilo koje je usvojilo crkveno vijeće; ti su kanoni činili temelj kanonskog prava.